# Jezero kop Vareš
Jezero kopa Vareš se nalazi u Bosni i Hercegovini i nastalo je u tijeku rata u BiH. Nalazi se na površinskom kopu rudnika. Dužine oko 500 metara, a širine oko 300 metara, dok je dubina oko 100 metara.